# 劉蚤譽
劉蚤譽，山西省平陽府洪洞縣（今山西省洪洞縣）人，清朝政治人物。同進士出身。

## 生平
明崇禎十五年（1642年）壬午科山西鄉試舉人。清順治三年（1646年），登進士，授山東東昌府莘縣知縣。